# Tiankoura (departamento)
Tiankoura es un departamento de la provincia de Bougouriba, en la región Suroeste, Burkina Faso. A 1 de julio de 2018 tenía una población estimada de 16 840 habitantes.
Se encuentra ubicado al suroeste de la capital del país, Uagadugú, y cerca de la frontera con Costa de Marfil y Ghana.